# Papaver jacuticum
Papaver jacuticum är en vallmoväxtart som beskrevs av G.A. Peschkova. Papaver jacuticum ingår i släktet vallmor, och familjen vallmoväxter. Inga underarter finns listade i Catalogue of Life.